# Bend and Break
«Bend and Break» — песня британской рок-группы Keane, изданная пятым синглом с их дебютного альбома Hopes and Fears. Кроме того, это их десятая запись.

## О сингле
Сингл был выпущен только в некоторых европейских странах (не в Великобритании), таких как Германия и Австрия, в 2007 году таким же образом был реализован «Try Again».
Диск содержит: «Bend and Break», «On a Day Like Today», концертную запись песни «Allemande», а также live-видеоклип на «Bend and Break» .
«Bend and Break» любимая песня ударника группы, Ричарда Хьюза, из репертуара Keane.
Это последний сингл, в оформлении обложки которого использован шрифт «Cochin», применяемый Keane в эпоху альбома Hopes and Fears.

## Песня
«Bend and Break» написана Тимом Райс-Оксли в 2001 и впервые была исполнена всё в тех же пабах. Первые демо практически не отличались от окончательной версии, за исключением дополнительных вокальных партий, похожих, в частности, на финальный припев песни «Somewhere Only We Know».
Этот трек, как и большинство композиций Keane был записан в Helioscentric Studios, Рай, Восточный Сассекс. На некоторых концертах исполняется акустическая версия песни.
- Длительность: 3:39
- Темп: 134bpm
- тональность: E (maj)
- размер: 4/4

## Список композиций
| №  | Название                      | Длительность |
| -- | ----------------------------- | ------------ |
| 1. | «Bend and Break»              | 3:39         |
| 2. | «On a Day Like Today»         | 5:27         |
| 3. | «Allemande (Live)»            |              |
| 4. | «Bend and Break (live-видео)» |              |

## Позиции в чартах
| Топ 40 - Нидерланды | 27 |
| Германия            | 95 |